# Kiernica
Kiernica (ukr. Керниця) – wieś położona w rejonie lwowskim (wcześniej w rejonie gródeckim) w obwodzie lwowskim na Ukrainie.
Wieś założona w 1465. Populacja: 1155 osób.
W 1848 powstała tutaj gmina mennonicka, która w 2. połowie XIX w. została połączona z gminą we Lwowie (po połączeniu gmina nosiła nazwę Chrześcijańsko-mennonicka Gmina Kiernica-Lwów).